# Cooper - Un angelo inaspettato
Cooper - Un angelo inaspettato (Angel Dog) è un film del 2011 diretto da Robin Nations.
La pellicola, sceneggiata dallo tesso regista, con protagonisti Jon Michael Davis e Farah White, è stata girata a San Antonio, in Texas.

## Trama
Il cane Cooper è l'unico sopravvissuto di un terribile incidente stradale, nel quale Jake ha perso moglie e figli. Inizialmente l'uomo odia il cane per il solo fatto di essere sopravvissuto, ma alla fine si affeziona a Cooper, trovando in questo legame la forza per continuare a vivere.